# 신용비어천가
《신용비어천가》는 1989년 3월 26일에 MBC TV에서 방영되었던 베스트셀러극장이다.

## 줄거리
영도자상(領導者像) 특집방송 내고
사명곤은 서울방송국 보도국 정치부 소속 기자다.
정권을 찬탈한 이정환 장군을 국난을 타개할 국민의 영도자로 부각시키기 위한 특집프로그램을 기획한 서울방송국의 보도국장과 정치부장은 명곤을 해당 프로의 제작자로 지명하고 본 프로에 회사의 사활이 걸려있다면서 지원을 아끼지 않는다.
명곤은 동료 기자들의 눈총을 받으면서 현장 취재를 마치고 프로그램을 제작, 방영, 일반인에게선 냉정한 반응을 얻긴 하지만 어느 층에선 대단히 만족스러워한다.
어차피 누군가는 해야 했다고 마음을 추스리던 명곤은 아내가 가출을 해버리는 바람에 자포자기 심정에 빠지게 되는데...

## 출연
- 정한용 : 사명곤 기자 역
- 이낙훈 : 보도국장 역
- 노주현 : 정치부장 역
- 김무생 : 이정환 장군 역
- 임정하
- 문성근
- 박인환
- 이종남
- 이베르디
- 이정애
- 이백
- 박경득
- 김영배
- 김옥만
- 박용수
- 이성룡
- 조선묵
- 안석환
- 유해무
- 이미진
- 이정훈